# Sóter
Sóter (del idioma griego σωτήρ "salvador"), se refiere al título de "Salvador" que se adosó al nombre de diversos gobernantes de origen griego que reinaron en el Cercano Oriente, entre el siglo IV a. C. y el siglo I, durante la época helenística. El uso recurrente del título volvió a la palabra un nombre propio en sí mismo, que en español corresponde a Sótero.
El título Sóter fue utilizado, entre otros, por los siguientes gobernantes:
- Ptolomeo I Sóter (367 a. C. - 283 a. C.), rey del Antiguo Egipto, fundador de la helénica dinastía Ptolemaica.
- Antíoco I Sóter (324 a. C.-261 a. C.), emperador del Imperio Seléucida.
- Demetrio I Sóter, rey de Siria miembro de la dinastía seléucida.
- Rabel II Sóter, último rey de los nabateos.
- Átalo I Sóter (269 a. C.–197 a. C.), rey de Pérgamo.
- Seleuco III Sóter Cerauno (? - 223 a. C.) emperador seléucida.
- Ptolomeo IX (? - 80 a. C.) faraón de Egipto.
- Diodoto I (? - † 240 a. C. aprox.), fundador del Reino Grecobactriano.
- Menandro I (? - 130 a. C.), el mayor gobernante del Reino Indogriego.
- Estratón I (? - 110 a. C.), hijo del anterior.
- Estratón II (? - 10), el último rey indogriego.

Los primeros cristianos en ocasiones le atribuyeron el título de Soter a Jesucristo. Uno de los primeros papas llevó este nombre, Sotero, en latín Soterius.